# STS-106
STS-106 e деветдесет и деветата мисия на НАСА по програмата Спейс шатъл, двадесет и втори полет на совалката Атлантис и четвърти полет към необитаемата все още Международната космическа станция (МКС).

## Екипаж
| Пост                    | Астронавт                                    |
| ----------------------- | -------------------------------------------- |
| Командир                | Терънс Уилкът четвърти космически полет      |
| Пилот                   | Скот Олтман втори космически полет           |
| Специалист на мисията 1 | Даниел Бърбенк първи космически полет        |
| Специалист на мисията 2 | Ричард Мастрачио първи космически полет      |
| Специалист на мисията 3 | Борис Моруков (РКА) първи космически полет   |
| Специалист на мисията 4 | Едуард Лу втори космически полет             |
| Специалист на мисията 5 | Юрий Маленченко (РКА) втори космически полет |

## Полетът
Совалката „Атлантис“ се скача на втория ден на полета си с Международната космическа станция. Основните задачи са транспорт на доставките, разтоварване на скачения междувременно със станцията товарен кораб Прогрес М1-3, подготовка на станцията за пристигането на първия и постоянен екипаж и монтажни работи по станцията в открития космос. На 11 септември Едуард Лу и Юрий Маленченко правят излизане в открития космос с продължителност 6 часа и 14 минути за монтаж на магнитометър и няколко кабела между модулите „Заря“ и новоскачения модул „Звезда“. Магнитометърът е част от навигационната система, с която да може да се определя позицията на станцията в космоса по отношение посоката и силата на магнитното поле на Земята.
След скачването в продължение на 5 дни се разтоварват около 3 тона материали, доставени с двойния модул Спейсхеб, намиращ се в товарния отсек на совалката „Атлантис“ и скаченият със станцията товарен космически кораб „Прогрес М1-3“. Товарът се състои от храна, облекло, 6 контейнера с вода, медицинско оборудване, компютър, включително и аксесоари и лични вещи на първия постоянен екипаж на станцията. По време на съвместния полет, височината на орбитата на станцията е „повдигната“ с около 22.5 км.

## Параметри на мисията
- Маса на совалката:
  - при старта: 115 259 кг
  - при приземяването: 100 369 кг
- Маса на полезния товар:10 219 кг
- Перигей: 375 км
- Апогей: 386 км
- Инклинация: 51,6°
- Орбитален период: 92.2 мин

Скачване с „МКС“
- Скачване: 10 септември 2000, 05:21:25 UTC
- Разделяне: 18 септември 2000, 03:46:00 UTC
- Време в скачено състояние: 7 денонощия, 21 часа, 54 минути, 35 секунди.

### Космически разходки
| № | Участници                   | Начало                      | Край                        | Продължителност  |
| - | --------------------------- | --------------------------- | --------------------------- | ---------------- |
| 1 | Едуард Лу и Юрий Маленченко | 11 септември 2000 04:47 UTC | 11 септември 2000 11:01 UTC | 6 часа 14 минути |

Това е шестата космическа разходка за обслужване на станцията и 50-а в историята на Спейс шатъл. Тя е и втора съвместна американско-руска космическа разходка (първата е извършена през 1997 г. по време на мисия STS-86 около станцията Мир).

## Галерия
- Стартът на совалката
- Модулът Звезда и скаченият към него космически кораб Прогрес
- Снимка на екипажа в космоса
- Космонавтът Юрий Маленченко по време на излизането си в открития космос
- Поглед към МКС от борда на совалката